# Wilhelm Borngässer
Wilhelm Borngässer (* 14. August 1879 in Schwabsburg, Rheinhessen; † 9. Mai 1963) war ein deutscher Musikpädagoge, Dirigent und Komponist.

## Leben
Borngässer kam als Sohn des Landwirtes Johannes Borngässer (1854–1887) und der Anna Maria Blum (1853–1905) zur Welt. Er besuchte das Lehrerseminar in Alzey und studierte Musik bei Wilibald Nagel, Christian Heim, Willem de Haan sowie Arnold Mendelssohn.
Von 1905 an war er neben seiner Tätigkeit als Lehrer für Musikpädagogen Organist an der evangelischen Stadtkirche und beim Musikverein Darmstadt. Ab 1908 war er Dirigent des Kirchengesangvereins für die Stadtkirche zu Darmstadt.

## Ehrungen
- 1952: Verdienstkreuz (Steckkreuz) der Bundesrepublik Deutschland
- 10. November 2004: Benennung des Borngässerplatz in Darmstadt